# Uefa Champions League 2018/2019
Uefa Champions League 2018/2019 var den 64:e säsongen av Uefa Champions League, Europas största fotbollsturnering, och den 27:e säsongen sedan den bytte namn från Europacupen.
Finalen som spelades 1 juni 2019 på Wanda Metropolitano, Madrid i Spanien vanns av Liverpool FC som i ett helengelskt möte besegrade Tottenham Hotspur med 2–0.
Vinnarna av Uefa Champions League 2018/2019 kvalificerade sig som Uefas representant till klubblags-VM 2019 samt för en match mot vinnarna av Uefa Europa League 2018/2019 i Uefa Super Cup.

## Deltagare

### Lag
Noteringen inom parentes visar hur varje lag kvalificerat sig för turneringen.
- TH=Titelhållare av Champions League 2017/2018
- EL=Titelhållare av Europa League 2017/2017
- 1:a, 2:a, 3:a, 4:a: Inhemsk ligaplacering

| Gruppspel                | Gruppspel                | Gruppspel                 | Gruppspel              |
| ------------------------ | ------------------------ | ------------------------- | ---------------------- |
| Real MadridTH (3:a)      | Borussia Dortmund (4:a)  | Roma (3:a)                | Porto (1:a)            |
| Atlético MadridEL (2:a)  | Manchester City (1:a)    | Inter (4:a)               | Sjachtar Donetsk (1:a) |
| Barcelona (1:a)          | Manchester United (2:a)  | Paris Saint-Germain (1:a) | Club Brugge (1:a)      |
| Valencia (4:a)           | Tottenham Hotspur (3:a)  | AS Monaco (2:a)           | Galatasaray (1:a)      |
| Bayern München (1:a)     | Liverpool (4:a)          | Lyon (3:a)                | Viktoria Plzeň (1:a)   |
| Schalke 04 (2:a)         | Juventus (1:a)           | Lokomotiv Moskva (1:a)    |                        |
| 1899 Hoffenheim (3:a)    | Napoli (2:a)             | CSKA Moskva (2:a)         |                        |
| Playoff                  |                          |                           |                        |
| Mästare                  | Mästare                  | Bäst placerade            | Bäst placerade         |
| Young Boys (1:a)         | PSV (1:a)                |                           |                        |
| Tredje kvalomgången      |                          |                           |                        |
| Mästare                  | Mästare                  | Bäst placerade            | Bäst placerade         |
| AEK Aten (1:a)           | Red Bull Salzburg (1:a)  | Spartak Moskva (3:a)      | Standard Liège (2:a)   |
|                          |                          | Benfica (2:a)             | Fenerbahçe (2:a)       |
| Dynamo Kiev (2:a)        | Slavia Prag (2:a)        |                           |                        |
| Andra kvalomgången       |                          |                           |                        |
| Mästare                  | Mästare                  | Bäst placerade            | Bäst placerade         |
| Dinamo Zagreb (1:a)      | FC Midtjylland (1:a)     | Basel (2:a)               | Paok (2:a)             |
| Cluj (1:a)               | BATE Borisov (1:a)       | Ajax (2:a)                | Sturm Graz (2:a)       |
| Första kvalomgången      |                          |                           |                        |
| Legia Warszawa (1:a)     | Röda stjärnan (1:a)      | Kukësi (2:a)              | Alashkert (1:a)        |
| Malmö FF (1:a)           | Astana (1:a)             | Cork City (1:a)           | F91 Dudelange (1:a)    |
| Hapoel Be'er Sheva (1:a) | Olimpija Ljubljana (1:a) | Zrinjski Mostar (1:a)     | Crusaders (1:a)        |
| APOEL (1:a)              | Vidi FC (1:a)            | Spartaks Jūrmala (1:a)    | Valletta (1:a)         |
| Rosenborg BK (1:a)       | Sheriff Tiraspol (1:a)   | Shkëndija (1:a)           | The New Saints (1:a)   |
| Qarabağ (1:a)            | Valur (1:a)              | Flora (1:a)               | Víkingur (1:a)         |
| Ludogorets Razgrad (1:a) | HJK Helsingfors (1:a)    | Sutjeska Nikšić (1:a)     |                        |
| Inledande kvalomgången   |                          |                           |                        |
| Lincoln Red Imps (1:a)   | FC Santa Coloma (1:a)    | La Fiorita (1:a)          | Drita (1:a)            |

## Kvalomgångar

### Inledande kvalomgång
| Inledande kvalomgången – semifinaler – 4 deltagande klubblag | Inledande kvalomgången – semifinaler – 4 deltagande klubblag | Inledande kvalomgången – semifinaler – 4 deltagande klubblag |
| ------------------------------------------------------------ | ------------------------------------------------------------ | ------------------------------------------------------------ |
| Lag 1                                                        | Resultat                                                     | Lag 2                                                        |
| FC Santa Coloma                                              | 00000–2 (e.f.)                                               | Drita                                                        |
| La Fiorita                                                   | 0–2                                                          | Lincoln Red Imps                                             |

| Inledande kvalomgången – final – 2 deltagande klubblag | Inledande kvalomgången – final – 2 deltagande klubblag | Inledande kvalomgången – final – 2 deltagande klubblag |
| ------------------------------------------------------ | ------------------------------------------------------ | ------------------------------------------------------ |
| Lag 1                                                  | Resultat                                               | Lag 2                                                  |
| Lincoln Red Imps                                       | 00001–4 (e.f.)                                         | Drita                                                  |

### Första kvalomgången
| Första kvalomgången – 32 deltagande klubblag | Första kvalomgången – 32 deltagande klubblag | Första kvalomgången – 32 deltagande klubblag | Första kvalomgången – 32 deltagande klubblag | Första kvalomgången – 32 deltagande klubblag |
| -------------------------------------------- | -------------------------------------------- | -------------------------------------------- | -------------------------------------------- | -------------------------------------------- |
| Lag 1                                        | Totalt                                       | Lag 2                                        | Möte 1                                       | Möte 2                                       |
| Torpedo Kutaisi                              | 2–4                                          | Sheriff Tiraspol                             | 2–1                                          | 0–3                                          |
| Shkëndija                                    | 5–4                                          | The New Saints                               | 5–0                                          | 0–4                                          |
| Sūduva Marijampolė                           | 3–2                                          | APOEL                                        | 3–1                                          | 0–1                                          |
| Olimpija Ljubljana                           | 0–1                                          | Qarabağ                                      | 0–1                                          | 0–0                                          |
| F91 Dudelange                                | 2–3                                          | Vidi                                         | 1–1                                          | 1–2                                          |
| Drita                                        | 0–5                                          | Malmö FF                                     | 0–3                                          | 0–2                                          |
| Víkingur                                     | 2–5                                          | HJK Helsingfors                              | 1–2                                          | 1–3                                          |
| Ludogorets Razgrad                           | 9–0                                          | Crusaders                                    | 7–0                                          | 2–0                                          |
| Cork City                                    | 0–4                                          | Legia Warszawa                               | 0–1                                          | 0–3                                          |
| Valur                                        | 2–3                                          | Rosenborg BK                                 | 1–0                                          | 1–3                                          |
| Kukësi                                       | 00001–1 (BM)                                 | Valletta                                     | 0–0                                          | 1–1                                          |
| Flora                                        | 2–7                                          | Hapoel Be'er Sheva                           | 1–4                                          | 1–3                                          |
| Spartaks Jūrmala                             | 0–2                                          | Röda stjärnan                                | 0–0                                          | 0–2                                          |
| Alashkert                                    | 0–6                                          | Celtic                                       | 0–3                                          | 0–3                                          |
| Spartak Trnava                               | 2–1                                          | Zrinjski Mostar                              | 1–0                                          | 1–1                                          |
| Astana                                       | 3–0                                          | Sutjeska Nikšić                              | 1–0                                          | 2–0                                          |

### Andra kvalomgången
| Andra kvalomgången – Mästare – 20 deltagande klubblag | Andra kvalomgången – Mästare – 20 deltagande klubblag | Andra kvalomgången – Mästare – 20 deltagande klubblag | Andra kvalomgången – Mästare – 20 deltagande klubblag | Andra kvalomgången – Mästare – 20 deltagande klubblag |
| ----------------------------------------------------- | ----------------------------------------------------- | ----------------------------------------------------- | ----------------------------------------------------- | ----------------------------------------------------- |
| Lag 1                                                 | Totalt                                                | Lag 2                                                 | Möte 1                                                | Möte 2                                                |
| Astana                                                | 2–1                                                   | FC Midtjylland                                        | 2–1                                                   | 0–0                                                   |
| Ludogorets Razgrad                                    | 0–1                                                   | Vidi                                                  | 0–0                                                   | 0–1                                                   |
| Kukësi                                                | 0–3                                                   | Qarabağ                                               | 0–0                                                   | 0–3                                                   |
| Cluj                                                  | 1–2                                                   | Malmö FF                                              | 0–1                                                   | 1–1                                                   |
| Dinamo Zagreb                                         | 7–2                                                   | Hapoel Be'er Sheva                                    | 5–0                                                   | 2–2                                                   |
| Röda stjärnan                                         | 5–0                                                   | Sūduva Marijampolė                                    | 3–0                                                   | 2–0                                                   |
| BATE Borisov                                          | 2–1                                                   | HJK Helsingfors                                       | 0–0                                                   | 2–1                                                   |
| Shkëndija                                             | 1–0                                                   | Sheriff Tiraspol                                      | 1–0                                                   | 0–0                                                   |
| Legia Warszawa                                        | 1–2                                                   | Spartak Trnava                                        | 0–2                                                   | 1–0                                                   |
| Celtic                                                | 3–1                                                   | Rosenborg BK                                          | 3–1                                                   | 0–0                                                   |

| Andra kvalomgången – Bäst placerade – 4 deltagande klubblag | Andra kvalomgången – Bäst placerade – 4 deltagande klubblag | Andra kvalomgången – Bäst placerade – 4 deltagande klubblag | Andra kvalomgången – Bäst placerade – 4 deltagande klubblag | Andra kvalomgången – Bäst placerade – 4 deltagande klubblag |
| ----------------------------------------------------------- | ----------------------------------------------------------- | ----------------------------------------------------------- | ----------------------------------------------------------- | ----------------------------------------------------------- |
| Lag 1                                                       | Totalt                                                      | Lag 2                                                       | Möte 1                                                      | Möte 2                                                      |
| PAOK                                                        | 5–1                                                         | Basel                                                       | 2–1                                                         | 2–0                                                         |
| Ajax                                                        | 5–1                                                         | Sturm Graz                                                  | 2–0                                                         | 3–1                                                         |

### Tredje kvalomgången
| Tredje kvalomgången – Mästare – 12 deltagande klubblag | Tredje kvalomgången – Mästare – 12 deltagande klubblag | Tredje kvalomgången – Mästare – 12 deltagande klubblag | Tredje kvalomgången – Mästare – 12 deltagande klubblag | Tredje kvalomgången – Mästare – 12 deltagande klubblag |
| ------------------------------------------------------ | ------------------------------------------------------ | ------------------------------------------------------ | ------------------------------------------------------ | ------------------------------------------------------ |
| Lag 1                                                  | Totalt                                                 | Lag 2                                                  | Möte 1                                                 | Möte 2                                                 |
| Celtic                                                 | 2–3                                                    | AEK Aten                                               | 1–1                                                    | 1–2                                                    |
| Red Bull Salzubrg                                      | 4–0                                                    | Shkëndija                                              | 3–0                                                    | 1–0                                                    |
| Röda stjärnan                                          | 3–2                                                    | Spartak Trnava                                         | 1–1                                                    | 00002–1 (e.f.)                                         |
| Qarabağ                                                | 1–2                                                    | BATE Borisov                                           | 0–1                                                    | 1–1                                                    |
| Astana                                                 | 0–3                                                    | Dinamo Zagreb                                          | 0–2                                                    | 0–1                                                    |
| Malmö FF                                               | 00001–1 (BM)                                           | Vidi                                                   | 1–1                                                    | 0–0                                                    |

| Tredje kvalomgången – Bäst placerade – 8 deltagande klubblag | Tredje kvalomgången – Bäst placerade – 8 deltagande klubblag | Tredje kvalomgången – Bäst placerade – 8 deltagande klubblag | Tredje kvalomgången – Bäst placerade – 8 deltagande klubblag | Tredje kvalomgången – Bäst placerade – 8 deltagande klubblag |
| ------------------------------------------------------------ | ------------------------------------------------------------ | ------------------------------------------------------------ | ------------------------------------------------------------ | ------------------------------------------------------------ |
| Lag 1                                                        | Totalt                                                       | Lag 2                                                        | Möte 1                                                       | Möte 2                                                       |
| Standard Liège                                               | 2–5                                                          | Ajax                                                         | 2–2                                                          | 0–3                                                          |
| Benfica                                                      | 2–1                                                          | Fenerbahçe                                                   | 1–0                                                          | 1–1                                                          |
| Slavia Prag                                                  | 1–3                                                          | Dynamo Kiev                                                  | 1–1                                                          | 0–2                                                          |
| PAOK                                                         | 3–2                                                          | Spartak Moskva                                               | 3–2                                                          | 0–0                                                          |

### Playoff
| Playoff-omgången – Mästare – 8 deltagande klubblag | Playoff-omgången – Mästare – 8 deltagande klubblag | Playoff-omgången – Mästare – 8 deltagande klubblag | Playoff-omgången – Mästare – 8 deltagande klubblag | Playoff-omgången – Mästare – 8 deltagande klubblag |
| -------------------------------------------------- | -------------------------------------------------- | -------------------------------------------------- | -------------------------------------------------- | -------------------------------------------------- |
| Lag 1                                              | Totalt                                             | Lag 2                                              | Möte 1                                             | Möte 2                                             |
| Röda stjärnan                                      | 00002–2 (BM)                                       | Red Bull Salzburg                                  | 0–0                                                | 2–2                                                |
| BATE Borisov                                       | 2–6                                                | PSV                                                | 2–3                                                | 0–3                                                |
| Young Boys                                         | 3–2                                                | Dinamo Zagreb                                      | 1–1                                                | 2–1                                                |
| Vidi                                               | 2–3                                                | AEK Aten                                           | 1–2                                                | 1–1                                                |

| Playoff-omgången – Bäst placerade – 4 deltagande klubblag | Playoff-omgången – Bäst placerade – 4 deltagande klubblag | Playoff-omgången – Bäst placerade – 4 deltagande klubblag | Playoff-omgången – Bäst placerade – 4 deltagande klubblag | Playoff-omgången – Bäst placerade – 4 deltagande klubblag |
| --------------------------------------------------------- | --------------------------------------------------------- | --------------------------------------------------------- | --------------------------------------------------------- | --------------------------------------------------------- |
| Lag 1                                                     | Totalt                                                    | Lag 2                                                     | Möte 1                                                    | Möte 2                                                    |
| Benfica                                                   | 5–2                                                       | PAOK                                                      | 1–1                                                       | 4–1                                                       |
| Ajax                                                      | 3–1                                                       | Dynamo Kiev                                               | 3–1                                                       | 0–0                                                       |

## Gruppspel
| Lag                 | Koeff   |
| ------------------- | ------- |
| Real Madrid         | 162.000 |
| Atlético Madrid     | 140.000 |
| Bayern München      | 135.000 |
| Barcelona           | 132.000 |
| Juventus            | 126.000 |
| Paris Saint-Germain | 109.000 |
| Manchester City     | 100.000 |
| Lokomotiv Moskva    | 22.500  |

| Lag               | Koeff  |
| ----------------- | ------ |
| Borussia Dortmund | 89.000 |
| Porto             | 86.000 |
| Manchester United | 82.000 |
| Sjachtar Donetsk  | 81.000 |
| Benfica           | 80.000 |
| Napoli            | 78.000 |
| Tottenham Hotspur | 67.000 |
| Roma              | 64.000 |

| Lag         | Koeff  |
| ----------- | ------ |
| Liverpool   | 62.000 |
| Schalke 04  | 62.000 |
| Lyon        | 59.500 |
| AS Monaco   | 64.580 |
| Ajax        | 53.500 |
| CSKA Moskva | 45.000 |
| PSV         | 36.000 |
| Valencia    | 36.000 |

| Lag             | Koeff  |
| --------------- | ------ |
| Viktoria Plzeň  | 33.000 |
| Club Brugge     | 29.500 |
| Galatasaray     | 29.500 |
| Young Boys      | 20.500 |
| Inter           | 16.000 |
| Röda stjärnan   | 10.750 |
| AEK Aten        | 10.000 |
| 1899 Hoffenheim | 5.000  |

### Grupp A
| Nr | Lag               | S | V | O | F | GM | IM | MS  | P  |
| -- | ----------------- | - | - | - | - | -- | -- | --- | -- |
| 1  | Borussia Dortmund | 6 | 4 | 1 | 1 | 10 | 2  | +8  | 13 |
| 2  | Atlético Madrid   | 6 | 4 | 1 | 1 | 9  | 6  | +3  | 13 |
| 3  | Club Brugge       | 6 | 1 | 3 | 2 | 5  | 5  | 0   | 6  |
| 4  | AS Monaco         | 6 | 0 | 1 | 5 | 3  | 14 | −11 | 1  |

| Hemma \ Borta     | Frankrike | Spanien | Tyskland | Belgien |
| AS Monaco         | —         | 1–2     | 0–2      | 0–4     |
| Atlético Madrid   | 2–0       | —       | 2–0      | 3–1     |
| Borussia Dortmund | 3–0       | 4–0     | —        | 0–0     |
| Club Brugge       | 1–1       | 0–0     | 0–1      | —       |

### Grupp B
| Nr | Lag               | S | V | O | F | GM | IM | MS | P  |
| -- | ----------------- | - | - | - | - | -- | -- | -- | -- |
| 1  | Barcelona         | 6 | 4 | 2 | 0 | 14 | 5  | +9 | 14 |
| 2  | Tottenham Hotspur | 6 | 2 | 2 | 2 | 9  | 10 | −1 | 8  |
| 3  | Inter             | 6 | 2 | 2 | 2 | 6  | 7  | −1 | 8  |
| 4  | PSV               | 6 | 0 | 2 | 4 | 6  | 13 | −7 | 2  |

| Hemma \ Borta     | Spanien | Italien | Nederländerna | England |
| Barcelona         | —       | 2–0     | 4–0           | 1–1     |
| Inter             | 1–1     | —       | 1–1           | 2–1     |
| PSV               | 1–2     | 1–2     | —             | 2–2     |
| Tottenham Hotspur | 2–4     | 1–0     | 2–1           | —       |

### Grupp C
| Nr | Lag                 | S | V | O | F | GM | IM | MS  | P  |
| -- | ------------------- | - | - | - | - | -- | -- | --- | -- |
| 1  | Paris Saint-Germain | 6 | 3 | 2 | 1 | 17 | 9  | +8  | 11 |
| 2  | Liverpool           | 6 | 3 | 0 | 3 | 9  | 7  | +2  | 9  |
| 3  | Napoli              | 6 | 2 | 3 | 1 | 7  | 5  | +2  | 9  |
| 4  | Röda stjärnan       | 6 | 1 | 1 | 4 | 5  | 17 | −12 | 4  |

| Hemma \ Borta       | England | Italien | Frankrike | Serbien |
| Liverpool           | —       | 1–0     | 3–2       | 4–0     |
| Napoli              | 1–0     | —       | 1–1       | 3–1     |
| Paris Saint-Germain | 2–1     | 2–2     | —         | 6–1     |
| Röda stjärnan       | 2–0     | 0–0     | 1–4       | —       |

### Grupp D
| Nr | Lag              | S | V | O | F | GM | IM | MS | P  |
| -- | ---------------- | - | - | - | - | -- | -- | -- | -- |
| 1  | Porto            | 6 | 5 | 1 | 0 | 15 | 6  | +9 | 16 |
| 2  | Schalke 04       | 6 | 3 | 2 | 1 | 6  | 4  | +2 | 11 |
| 3  | Galatasaray      | 6 | 1 | 1 | 4 | 6  | 8  | −2 | 4  |
| 4  | Lokomotiv Moskva | 6 | 1 | 0 | 5 | 4  | 12 | −8 | 3  |

| Hemma \ Borta    | Turkiet | Ryssland | Portugal | Tyskland |
| Galatasaray      | —       | 3–0      | 2–3      | 0–0      |
| Lokomotiv Moskva | 2–0     | —        | 1–3      | 0–1      |
| Porto            | 1–0     | 4–1      | —        | 3–1      |
| Schalke 04       | 2–0     | 1–0      | 1–1      | —        |

### Grupp E
| Nr | Lag            | S | V | O | F | GM | IM | MS  | P  |
| -- | -------------- | - | - | - | - | -- | -- | --- | -- |
| 1  | Bayern München | 6 | 4 | 2 | 0 | 15 | 5  | +10 | 14 |
| 2  | Ajax           | 6 | 3 | 3 | 0 | 11 | 5  | +6  | 12 |
| 3  | Benfica        | 6 | 2 | 1 | 3 | 6  | 11 | −5  | 7  |
| 4  | AEK Aten       | 6 | 0 | 0 | 6 | 2  | 13 | −11 | 0  |

| Hemma \ Borta  | Grekland | Nederländerna | Tyskland | Portugal |
| AEK Aten       | —        | 0–2           | 0–2      | 2–3      |
| Ajax           | 3–0      | —             | 3–3      | 1–0      |
| Bayern München | 2–0      | 1–1           | —        | 5–1      |
| Benfica        | 1–0      | 1–1           | 0–2      | —        |

### Grupp F
| Nr | Lag              | S | V | O | F | GM | IM | MS  | P  |
| -- | ---------------- | - | - | - | - | -- | -- | --- | -- |
| 1  | Manchester City  | 6 | 4 | 1 | 1 | 16 | 6  | +10 | 13 |
| 2  | Lyon             | 6 | 1 | 5 | 0 | 12 | 11 | +1  | 8  |
| 3  | Sjachtar Donetsk | 6 | 1 | 3 | 2 | 8  | 16 | −8  | 6  |
| 4  | 1899 Hoffenheim  | 6 | 0 | 3 | 3 | 11 | 14 | −3  | 3  |

| Hemma \ Borta    | Tyskland | Frankrike | England | Ukraina |
| 1899 Hoffenheim  | —        | 3–3       | 1–2     | 2–3     |
| Lyon             | 2–2      | —         | 2–2     | 2–2     |
| Manchester City  | 2–1      | 1–2       | —       | 6–0     |
| Sjachtar Donetsk | 2–2      | 1–1       | 0–3     | —       |

### Grupp G
| Nr | Lag            | S | V | O | F | GM | IM | MS | P  |
| -- | -------------- | - | - | - | - | -- | -- | -- | -- |
| 1  | Real Madrid    | 6 | 4 | 0 | 2 | 12 | 5  | +7 | 12 |
| 2  | Roma           | 6 | 3 | 0 | 3 | 11 | 8  | +3 | 9  |
| 3  | Viktoria Plzeň | 6 | 2 | 1 | 3 | 7  | 16 | −9 | 7  |
| 4  | CSKA Moskva    | 6 | 2 | 1 | 3 | 8  | 9  | −1 | 7  |

| Hemma \ Borta  | Ryssland | Spanien | Italien | Tjeckien |
| CSKA Moskva    | —        | 1–0     | 1–2     | 1–2      |
| Real Madrid    | 0–3      | —       | 3–0     | 2–1      |
| Roma           | 3–0      | 0–2     | —       | 5–0      |
| Viktoria Plzeň | 2–2      | 0–5     | 2–1     | —        |

### Grupp H
| Nr | Lag               | S | V | O | F | GM | IM | MS | P  |
| -- | ----------------- | - | - | - | - | -- | -- | -- | -- |
| 1  | Juventus          | 6 | 4 | 0 | 2 | 9  | 4  | +5 | 12 |
| 2  | Manchester United | 6 | 3 | 1 | 2 | 7  | 4  | +3 | 10 |
| 3  | Valencia          | 6 | 2 | 2 | 2 | 6  | 6  | 0  | 8  |
| 4  | Young Boys        | 6 | 1 | 1 | 4 | 4  | 12 | −8 | 4  |

| Hemma \ Borta     | Italien | England | Spanien | Schweiz |
| Juventus          | —       | 1–2     | 1–0     | 3–0     |
| Manchester United | 0–1     | —       | 0–0     | 1–0     |
| Valencia          | 0–2     | 2–1     | —       | 3–1     |
| Young Boys        | 2–1     | 0–3     | 1–1     | —       |

## Slutspel

### Seeding
| Grupp | Seedad i åttondelsfinalen | Oseedad i åttondelsfinalen |
| Grupp | Etta                      | Tvåa                       |
| ----- | ------------------------- | -------------------------- |
| A     | Borussia Dortmund         | Atlético Madrid            |
| B     | Barcelona                 | Tottenham Hotspur          |
| C     | Paris Saint-Germain       | Liverpool                  |
| D     | Porto                     | Schalke 04                 |
| E     | Bayern München            | Ajax                       |
| F     | Manchester City           | Lyon                       |
| G     | Real Madrid               | Roma                       |
| H     | Juventus                  | Manchester United          |

### Slutspelsträd
|  | Åttondelsfinaler       | Åttondelsfinaler | Åttondelsfinaler | Åttondelsfinaler |                                           |                   | Kvartsfinaler     | Kvartsfinaler | Kvartsfinaler | Kvartsfinaler |  |  | Semifinaler | Semifinaler | Semifinaler | Semifinaler |  |  | Final | Final | Final | Final |
|  |                        |                  |                  |                  |                                           |                   |                   |               |               |               |  |  |             |             |             |             |  |  |       |       |       |       |
|  |                        |                  |                  |                  |                                           |                   |                   |               |               |               |  |  |             |             |             |             |  |  |       |       |       |       |
|  |                        |                  |                  |                  |                                           |                   |                   |               |               |               |  |  |             |             |             |             |  |  |       |       |       |       |
|  | Tottenham Hotspur      | 3                | 1                | 4                |                                           |                   |                   |               |               |               |  |  |             |             |             |             |  |  |       |       |       |       |
|  | Tottenham Hotspur      | 3                | 1                | 4                |                                           |                   |                   |               |               |               |  |  |             |             |             |             |  |  |       |       |       |       |
|  | Borussia Dortmund      | 0                | 0                | 0                |                                           |                   |                   |               |               |               |  |  |             |             |             |             |  |  |       |       |       |       |
|  | Borussia Dortmund      | 0                | 0                | 0                | Tottenham Hotspur (BM)                    | 1                 | 3                 | 4             |               |               |  |  |             |             |             |             |  |  |       |       |       |       |
|  |                        |                  |                  |                  | Tottenham Hotspur (BM)                    | 1                 | 3                 | 4             |               |               |  |  |             |             |             |             |  |  |       |       |       |       |
|  |                        | Manchester City  | 0                | 4                | 4                                         |                   |                   |               |               |               |  |  |             |             |             |             |  |  |       |       |       |       |
|  | Schalke 04             | Manchester City  | 0                | 4                | 4                                         | 2                 | 0                 | 2             |               |               |  |  |             |             |             |             |  |  |       |       |       |       |
|  | Schalke 04             |                  |                  |                  |                                           | 2                 | 0                 | 2             |               |               |  |  |             |             |             |             |  |  |       |       |       |       |
|  | Manchester City        | 3                | 7                | 10               |                                           |                   |                   |               |               |               |  |  |             |             |             |             |  |  |       |       |       |       |
|  | Manchester City        | 3                | 7                | 10               | Tottenham Hotspur (BM)                    | 0                 | 3                 | 3             |               |               |  |  |             |             |             |             |  |  |       |       |       |       |
|  |                        |                  |                  |                  | Tottenham Hotspur (BM)                    | 0                 | 3                 | 3             |               |               |  |  |             |             |             |             |  |  |       |       |       |       |
|  |                        | Ajax             | 1                | 2                | 3                                         |                   |                   |               |               |               |  |  |             |             |             |             |  |  |       |       |       |       |
|  | Ajax                   | Ajax             | 1                | 2                | 3                                         | 1                 | 4                 | 5             |               |               |  |  |             |             |             |             |  |  |       |       |       |       |
|  | Ajax                   |                  |                  |                  |                                           | 1                 | 4                 | 5             |               |               |  |  |             |             |             |             |  |  |       |       |       |       |
|  | Real Madrid            | 2                | 1                | 3                |                                           |                   |                   |               |               |               |  |  |             |             |             |             |  |  |       |       |       |       |
|  | Real Madrid            | 2                | 1                | 3                | Ajax                                      | 1                 | 2                 | 3             |               |               |  |  |             |             |             |             |  |  |       |       |       |       |
|  |                        |                  |                  |                  | Ajax                                      | 1                 | 2                 | 3             |               |               |  |  |             |             |             |             |  |  |       |       |       |       |
|  |                        | Juventus         | 1                | 1                | 2                                         |                   |                   |               |               |               |  |  |             |             |             |             |  |  |       |       |       |       |
|  | Atlético Madrid        | Juventus         | 1                | 1                | 2                                         | 2                 | 0                 | 2             |               |               |  |  |             |             |             |             |  |  |       |       |       |       |
|  | Atlético Madrid        |                  |                  |                  | 1 juni 2019 – Wanda Metropolitano, Madrid | 2                 | 0                 | 2             |               |               |  |  |             |             |             |             |  |  |       |       |       |       |
|  | Juventus               | 0                | 3                | 3                |                                           |                   |                   |               |               |               |  |  |             |             |             |             |  |  |       |       |       |       |
|  | Juventus               | 0                | 3                | 3                | Tottenham Hotspur                         | Tottenham Hotspur | Tottenham Hotspur | 0             |               |               |  |  |             |             |             |             |  |  |       |       |       |       |
|  |                        |                  |                  |                  | Tottenham Hotspur                         | Tottenham Hotspur | Tottenham Hotspur | 0             |               |               |  |  |             |             |             |             |  |  |       |       |       |       |
|  |                        | Liverpool        | Liverpool        | Liverpool        | 2                                         |                   |                   |               |               |               |  |  |             |             |             |             |  |  |       |       |       |       |
|  | Manchester United (BM) | Liverpool        | Liverpool        | Liverpool        | 2                                         | 0                 | 3                 | 3             |               |               |  |  |             |             |             |             |  |  |       |       |       |       |
|  | Manchester United (BM) |                  |                  |                  |                                           | 0                 | 3                 | 3             |               |               |  |  |             |             |             |             |  |  |       |       |       |       |
|  | Paris Saint-Germain    | 2                | 1                | 3                |                                           |                   |                   |               |               |               |  |  |             |             |             |             |  |  |       |       |       |       |
|  | Paris Saint-Germain    | 2                | 1                | 3                | Manchester United                         | 0                 | 0                 | 0             |               |               |  |  |             |             |             |             |  |  |       |       |       |       |
|  |                        |                  |                  |                  | Manchester United                         | 0                 | 0                 | 0             |               |               |  |  |             |             |             |             |  |  |       |       |       |       |
|  |                        | Barcelona        | 1                | 3                | 4                                         |                   |                   |               |               |               |  |  |             |             |             |             |  |  |       |       |       |       |
|  | Lyon                   | Barcelona        | 1                | 3                | 4                                         | 0                 | 1                 | 1             |               |               |  |  |             |             |             |             |  |  |       |       |       |       |
|  | Lyon                   |                  |                  |                  |                                           | 0                 | 1                 | 1             |               |               |  |  |             |             |             |             |  |  |       |       |       |       |
|  | Barcelona              | 0                | 5                | 5                |                                           |                   |                   |               |               |               |  |  |             |             |             |             |  |  |       |       |       |       |
|  | Barcelona              | 0                | 5                | 5                | Barcelona                                 | 3                 | 0                 | 3             |               |               |  |  |             |             |             |             |  |  |       |       |       |       |
|  |                        |                  |                  |                  | Barcelona                                 | 3                 | 0                 | 3             |               |               |  |  |             |             |             |             |  |  |       |       |       |       |
|  |                        | Liverpool        | 0                | 4                | 4                                         |                   |                   |               |               |               |  |  |             |             |             |             |  |  |       |       |       |       |
|  | Liverpool              | Liverpool        | 0                | 4                | 4                                         | 0                 | 3                 | 3             |               |               |  |  |             |             |             |             |  |  |       |       |       |       |
|  | Liverpool              |                  |                  |                  |                                           | 0                 | 3                 | 3             |               |               |  |  |             |             |             |             |  |  |       |       |       |       |
|  | Bayern München         | 0                | 1                | 1                |                                           |                   |                   |               |               |               |  |  |             |             |             |             |  |  |       |       |       |       |
|  | Bayern München         | 0                | 1                | 1                | Liverpool                                 | 2                 | 4                 | 6             |               |               |  |  |             |             |             |             |  |  |       |       |       |       |
|  |                        |                  |                  |                  | Liverpool                                 | 2                 | 4                 | 6             |               |               |  |  |             |             |             |             |  |  |       |       |       |       |
|  |                        | Porto            | 0                | 1                | 1                                         |                   |                   |               |               |               |  |  |             |             |             |             |  |  |       |       |       |       |
|  | Roma                   | Porto            | 0                | 1                | 1                                         | 2                 | 1                 | 3             |               |               |  |  |             |             |             |             |  |  |       |       |       |       |
|  | Roma                   |                  |                  |                  |                                           | 2                 | 1                 | 3             |               |               |  |  |             |             |             |             |  |  |       |       |       |       |
|  | Porto (e.f.)           | 1                | 3                | 4                |                                           |                   |                   |               |               |               |  |  |             |             |             |             |  |  |       |       |       |       |
|  | Porto (e.f.)           | 1                | 3                | 4                |                                           |                   |                   |               |               |               |  |  |             |             |             |             |  |  |       |       |       |       |

### Åttondelsfinaler
| Åttondelsfinaler – 16 deltagande klubblag | Åttondelsfinaler – 16 deltagande klubblag | Åttondelsfinaler – 16 deltagande klubblag | Åttondelsfinaler – 16 deltagande klubblag | Åttondelsfinaler – 16 deltagande klubblag |
| ----------------------------------------- | ----------------------------------------- | ----------------------------------------- | ----------------------------------------- | ----------------------------------------- |
| Lag 1                                     | Totalt                                    | Lag 2                                     | Möte 1                                    | Möte 2                                    |
| Schalke 04                                | 2–10                                      | Manchester City                           | 2–3                                       | 0–7                                       |
| Atlético Madrid                           | 2–3                                       | Juventus                                  | 2–0                                       | 0–3                                       |
| Manchester United                         | 00003–3 (BM)                              | Paris Saint-Germain                       | 0–2                                       | 3–1                                       |
| Tottenham Hotspur                         | 4–0                                       | Borussia Dortmund                         | 3–0                                       | 1–0                                       |
| Lyon                                      | 1–5                                       | Barcelona                                 | 0–0                                       | 1–5                                       |
| Roma                                      | 3–4                                       | Porto                                     | 2–1                                       | 00001–3 (e.f.)                            |
| Ajax                                      | 5–3                                       | Real Madrid                               | 1–2                                       | 4–1                                       |
| Liverpool                                 | 3–1                                       | Bayern München                            | 0–0                                       | 3–1                                       |

### Kvartsfinaler
| Kvartsfinaler – 8 deltagande klubblag | Kvartsfinaler – 8 deltagande klubblag | Kvartsfinaler – 8 deltagande klubblag | Kvartsfinaler – 8 deltagande klubblag | Kvartsfinaler – 8 deltagande klubblag |
| ------------------------------------- | ------------------------------------- | ------------------------------------- | ------------------------------------- | ------------------------------------- |
| Lag 1                                 | Totalt                                | Lag 2                                 | Möte 1                                | Möte 2                                |
| Ajax                                  | 3–2                                   | Juventus                              | 1–1                                   | 2–1                                   |
| Liverpool                             | 6–1                                   | Porto                                 | 2–0                                   | 4–1                                   |
| Tottenham Hotspur                     | 00004–4 (BM)                          | Manchester City                       | 1–0                                   | 3–4                                   |
| Manchester United                     | 0–4                                   | Barcelona                             | 0–1                                   | 0–3                                   |

### Semifinaler
| Semifinaler – 4 deltagande klubblag | Semifinaler – 4 deltagande klubblag | Semifinaler – 4 deltagande klubblag | Semifinaler – 4 deltagande klubblag | Semifinaler – 4 deltagande klubblag |
| ----------------------------------- | ----------------------------------- | ----------------------------------- | ----------------------------------- | ----------------------------------- |
| Lag 1                               | Totalt                              | Lag 2                               | Möte 1                              | Möte 2                              |
| Tottenham Hotspur                   | 00003–3 (BM)                        | Ajax                                | 0–1                                 | 3–2                                 |
| Barcelona                           | 3–4                                 | Liverpool                           | 3–0                                 | 0–4                                 |

### Final
|             | 1 juni 2019 | Tottenham Hotspur | 0 – 2           | Liverpool                                | Wanda Metropolitano                                     |                                                         |
| 21:00 UTC+2 | 21:00 UTC+2 |                   | (0 – 1) Rapport | 2′ (str.) Mohamed Salah 87′ Divock Origi | Madrid Publik: 63 272 Domare: Damir Skomina (Slovenien) | Madrid Publik: 63 272 Domare: Damir Skomina (Slovenien) |
| 21:00 UTC+2 | 21:00 UTC+2 |                   |                 |                                          | Madrid Publik: 63 272 Domare: Damir Skomina (Slovenien) | Madrid Publik: 63 272 Domare: Damir Skomina (Slovenien) |
| 21:00 UTC+2 | 21:00 UTC+2 |                   |                 |                                          | Madrid Publik: 63 272 Domare: Damir Skomina (Slovenien) | Madrid Publik: 63 272 Domare: Damir Skomina (Slovenien) |

## Statistik
Statistiken exkluderar kvalomgångarna och playoff-omgången.

### Skytteligan
| Rank | Spelare            | Lag                 | Mål | Spelade minuter |
| ---- | ------------------ | ------------------- | --- | --------------- |
| 1    | Lionel Messi       | Barcelona           | 12  | 837             |
| 2    | Robert Lewandowski | Bayern München      | 8   | 714             |
| 3    | Sergio Agüero      | Manchester City     | 6   | 510             |
| 3    | Cristiano Ronaldo  | Juventus            | 6   | 749             |
| 3    | Moussa Marega      | Porto               | 6   | 840             |
| 3    | Dušan Tadić        | Ajax                | 6   | 1080            |
| 7    | Andrej Kramarić    | 1899 Hoffenheim     | 5   | 481             |
| 7    | Paulo Dybala       | Juventus            | 5   | 518             |
| 7    | Neymar             | Paris Saint-Germain | 5   | 532             |
| 7    | Edin Džeko         | Roma                | 5   | 570             |
| 7    | Lucas Moura        | Tottenham Hotspur   | 5   | 725             |
| 7    | Harry Kane         | Tottenham Hotspur   | 5   | 778             |
| 7    | Raheem Sterling    | Manchester City     | 5   | 871             |
| 7    | Mohamed Salah      | Liverpool           | 5   | 1058            |

### Assistligan
| Rank | Spelare                | Lag                 | Assist | Spelade minuter |
| ---- | ---------------------- | ------------------- | ------ | --------------- |
| 1    | Leroy Sané             | Manchester City     | 5      | 395             |
| 1    | Luis Suárez            | Barcelona           | 5      | 900             |
| 1    | Jordi Alba             | Barcelona           | 5      | 990             |
| 1    | Dušan Tadić            | Ajax                | 5      | 1080            |
| 5    | Kevin De Bruyne        | Manchester City     | 4      | 247             |
| 5    | Riyad Mahrez           | Manchester City     | 4      | 388             |
| 5    | Carlos Soler           | Valencia            | 4      | 390             |
| 5    | Edin Džeko             | Roma                | 4      | 570             |
| 5    | Kylian Mbappé          | Paris Saint-Germain | 4      | 701             |
| 5    | Trent Alexander-Arnold | Liverpool           | 4      | 921             |

## Anmärkningslista
1. ↑  Skënderbeu Korçë vann den albanska ligan men i mars 2018 blev laget straffat av Uefa som stängde av laget från europaspel under 10 års tid.